# Daniel Mah
Daniel Mah (Torrance, California, 13 de abril de 1989) es un actor, doble de riesgo y artista marcial estadounidense de origen chino, miembro y cofundador del Martial Club junto a los Hermanos Le.

## Biografía
Nació en Torrance, California, de padres inmigrantes chinos. Antes de convertirse en artista marcial, Mah trabajaba en la industrial petrolera, sin embargo, dejó su puesto de trabajo poco antes del quiebre de su empresa para dedicarse a la actuación y las artes milenarias orientales.

## Filmografía
| Año  | Título                                     | Personaje        |
| ---- | ------------------------------------------ | ---------------- |
| 2021 | Shang-Chi y la leyenda de los Diez Anillos | Doble riesgo     |
| 2017 | Supreme Art of War                         | Cabeza de Dragón |
| 2017 | Tiger: Longer Uncut Fight Scene            | Fighter 8        |
| 2016 | Golden Arms Returns                        | Fung Xi Yuk      |
| 2014 | The Jade Trader                            | Paciente         |